# ناچو (بازیکن فوتبال، زاده ۱۹۶۷)
ناچو (انگلیسی: Nacho؛ زادهٔ ۳ فوریهٔ ۱۹۶۷) بازیکن فوتبال اهل اسپانیا است.
از باشگاه‌هایی که در آن بازی کرده‌است می‌توان به باشگاه فوتبال کامپوستلا و باشگاه فوتبال سلتاویگو اشاره کرد.
وی همچنین در تیم ملی فوتبال Galicia بازی کرده‌است.